# Ivan Carabantes
Iván Martín Carabantes (nacido el 9 de enero de 1986 en Rosario, Argentina) , también conocido como "Chavo", es un exjugador de waterpolo que representó a la selección argentina en competencias internacionales. Se desempeñó como capitán del equipo nacional y jugó en clubes de Argentina y España. Durante su carrera, fue reconocido por su liderazgo y su participación en torneos de alto nivel, contribuyendo al crecimiento del waterpolo en su país.

## Trayectoria deportiva
Comenzó su carrera en el waterpolo en el Club Gimnasia y Esgrima de Rosario (GER), donde jugó durante la mayor parte de su carrera a nivel nacional. En GER, se consolidó como una de las figuras más destacadas del equipo, obteniendo múltiples campeonatos y contribuyendo al desarrollo del deporte en la región. Su desempeño en el club le permitió ser convocado para la selección nacional, donde se convirtió en una pieza clave.
En 2013 se unió al CN Sabadell de la Liga Española de Waterpolo, una de las competiciones más importantes de Europa.

## Torneos internacionales
Carabantes participó en varios torneos internacionales representando a Argentina:
- Juegos Panamericanos:
  - Juegos Panamericanos Rio de Janeiro 2007 (6.º lugar)
  - Juegos Panamericanos Guadalajara 2011 (5.º lugar)
  - Juegos Panamericanos Toronto 2015 (4.º lugar)
  - Juegos Panamericanos Lima 2019 (4.º lugar)
  - Juegos Panamericanos Santiago 2023 (medalla de bronce)[3]
- Juegos Sudamericanos:
  - Medalla de oro en Medellín 2010 y Cochabamba 2018 [4].
- Copa Internacional FINA:
  - 2019 (5.º lugar) [5].
- Campeonato Sudamericano de Waterpolo:
  - Diversas ediciones con podios obtenidos para Argentina.
- Mundiales FINA de Waterpolo:
  - Participación en torneos clasificatorios para el Campeonato Mundial de Waterpolo.